# San Michele di Postumia
San Michele di Postumia (in sloveno Šmihel, in tedesco St. Michael o S. Michele) è un paese della Slovenia, frazione del comune di San Pietro del Carso.
La località si trova in una piana alle pendici orientali del Monte Auremiano (V. Vremščica) e a nord del fiume Timavo superiore, a 447,9 metri s.l.m., a 6,8 chilometri dal capoluogo comunale e a 32,2 chilometri dal confine italiano.

All'insediamento (naselje) afferiscono gli agglomerati di Kurja vas e Ravne.
Durante il dominio asburgico San Michele fu frazione del comune di Nadagna, mentre Ravne era una frazione del comune di Cal di San Michele.
Tra le due guerre mondiali fu comune della provincia di Trieste e comprendeva gli attuali insediamenti (naselja) di Cal di San Michele (Kal), Nadagna (Nadanje Selo), Narini (Narin), Neverche (Neverke), Prestava Grande (Velika Pristava), Prestava Piccola (Mala Pristava), Sussizza Nuova (Nova Sušica), e Sussizza Vecchia (Stara Sušica) del comune di San Pietro del Carso.

## Corsi d'acqua
torrente Stržen

## Alture principali
Ravenski hrib, mt 490